# Organización territorial de Grecia

División administrativa de Grecia desde 2011. Los colores indican la periferia, los tonos las unidades periféricas y las líneas delgadas los municipios.

La organización territorial de Grecia se refiere a la manera en que se subdivide administrativamente el territorio de Grecia. La última modificación administrativa data del 1 de enero de 2011 y se conoce como plan Calícrates. Tras la entrada en vigor de este plan, Grecia se divide en 7 administraciones descentralizadas, divididas a su vez en 13 periferias, estas en 74 unidades periféricas y estas últimas en 325 municipios. Existe una región aparte, el Monte Athos, que posee una autonomía propia bajo soberanía griega.

## Plan Calícrates

### Administraciones descentralizadas
El plan Calícrates introduce las «administraciones descentralizadas» que sustituye a las 13 Periferias del plan Capodistrias. A estas pasarán las competencias de las Periferias que según la Constitución de Grecia han de permanecer bajo control del estado central. El jefe de la administración tendrá el título de «secretario general» y será elegido por el Gobierno central.
Se han creado 7 administraciones descentralizadas:
| Administraciones. | - Administración del Ática, con sede en Atenas. - Administración de Macedonia-Tracia, con sede en Tesalónica. - Administración de Épiro-Macedonia Occidental, con sede en Ioánina. - Administración de Tesalia-Grecia Central, con sede en Lárisa. - Administración del Peloponeso-Grecia Occidental-Jónico, con sede en Patras. - Administración del Egeo, con sede en El Pireo. - Administración de Creta, con sede en Heraclión. |

### Periferias
El plan Calícrates mantiene las mismas 13 periferias que el plan anterior, que son:
| Periferias, unidades periféricas y municipios. | - 1. Macedonia Oriental y Tracia - 2. Macedonia Central - 3. Macedonia Occidental - 4. Tesalia - 5. Epiro - 6. Islas Jónicas - 7. Grecia Occidental - 8. Grecia Central - 9. Peloponeso - 10. Ática - 11. Creta - 12. Egeo Meridional - 13. Egeo Septentrional |

La elección del presidente de la Periferia se realiza de manera directa a través de las elecciones municipales y periféricas y, en cierto modo, las periferias pasan a tener las mismas competencias que las antiguas prefecturas.

### Unidades periféricas
Las 74 unidades periféricas sustituyen a las antiguas prefecturas. Algunas corresponden exactamente a estas, mientras que otras se han formado a partir la división de una antigua prefectura.

### Municipios
Los 910 municipios y 124 comunidades del plan Capodistrias se han simplificado en 325 municipios, fusionando aquellos de menor tamaño a los de mayor. Los municipios se dividen en «unidades municipales», que se corresponden a los antiguos municipios, y estas a su vez se dividen en «comunidades», que se corresponden con las antiguas «divisiones municipales».

## Plan Capodistrias
Hasta 2010 la división administrativa de Grecia se basaba en el llamado plan Capodistrias. Este definía las mismas 13 periferias que existen en la actualidad, subdivididas en 51 prefecturas, que tenían aproximadamente las mismas competencias que las periferias actuales.